# Henry Speight
Pour les articles homonymes, voir Speight.

a Compétitions nationales et continentales officielles uniquement.

b Matchs officiels uniquement.
Dernière mise à jour le 20 juin 2024.
Henry Speight, né le 25 mars 1988 à Suva (Fidji), est un joueur de rugby à XV international australien d'origine fidjienne évoluant essentiellement au poste d'ailier du RFC Los Angeles en Major League Rugby.
Il est le fils de l'homme politique fidjien Samisoni Tikoinasau, et le petit-fils de l'ancien président Josefa Iloilo. 

## Carrière

### En club

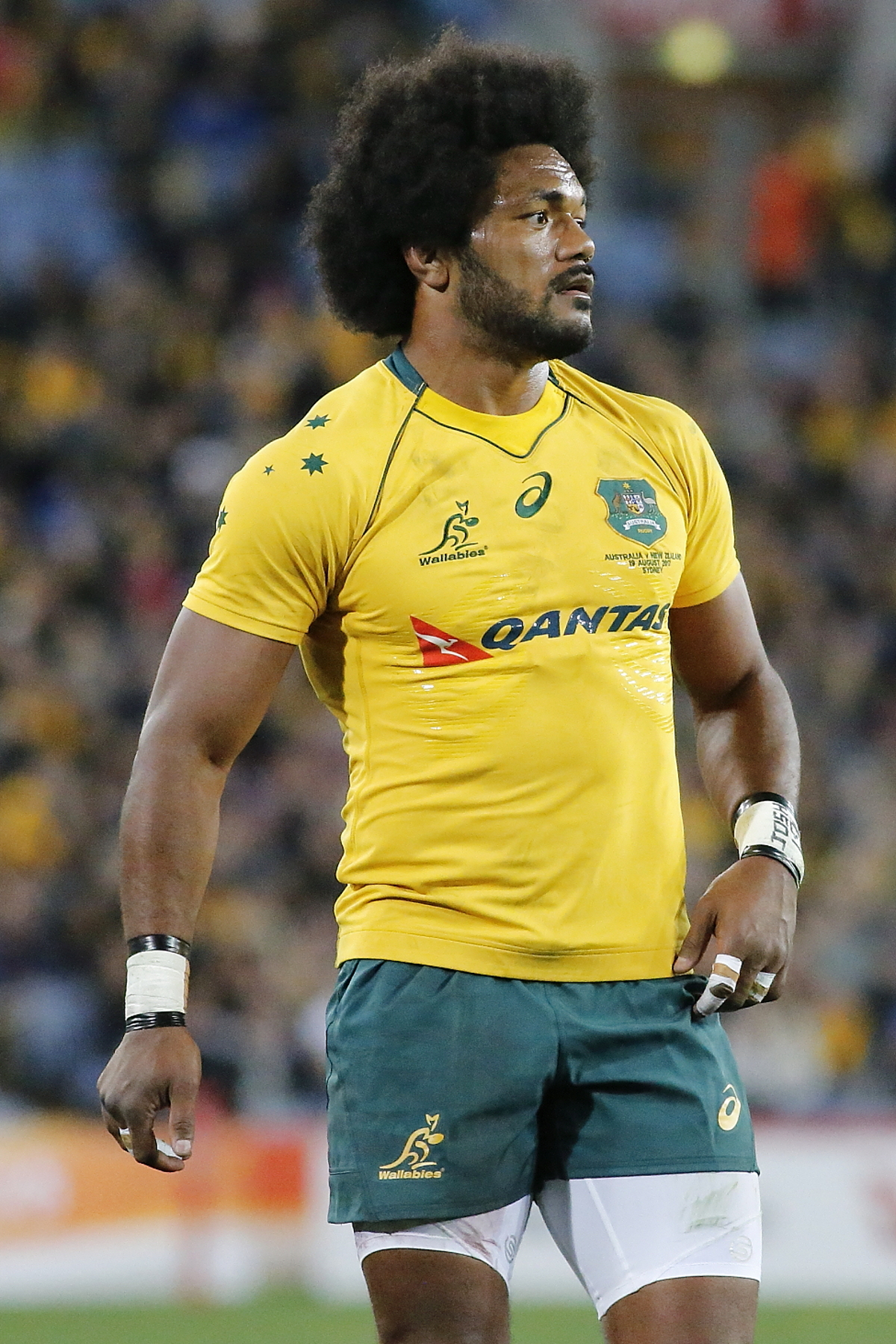
Henry Speight durant un match avec les Wallabies.

Henry Speight a commencé sa carrière professionnelle en Nouvelle-Zélande avec Waikato (ITM Cup). Malgré le fait qu'il dispute assez peu de matchs, il est repéré par la franchise australienne des Brumbies qui disputent le Super Rugby.
Il fait ses débuts dans le Super 15 en 2011, il s'impose assez rapidement comme un titulaire indiscutable au poste d'ailier grâce à ses qualités de vitesse et d'évitement.
Lors de la saison 2015 de Super 15, à l'occasion du match de barrage victorieux opposant son équipe des Brumbies aux Stormers, il écope d'un carton rouge après un plaquage dangereux sur le centre Juan de Jongh. Il est alors condamné à cinq semaines de suspension et est privé ainsi de la demi-finale contre les Hurricanes, stade de la compétition auquel son équipe sera éliminée.
En 2018, il est prêté par les Brumbies à la province irlandaise de l'Ulster en Pro14 pour un contrat court portant de septembre à décembre 2018.
En 2020, il dispute le Super Rugby avec les Queensland Reds, puis s'engage au Biarritz olympique pour deux saisons, plus une troisième en option. Il quitte le club en juin 2023, au terme de son contrat.
Son départ de Biarritz marque la fin de sa carrière professionnelle, il retourne alors vivre à Brisbane, où il continue de jouer au niveau amateur avec le club de Wests Rugby en Queensland Premier Rugby.

### En équipe nationale
Étant de nationalité fidjienne, Henri Speight participe au championnat du monde junior en 2007 avec ce pays.
Cependant, n'ayant jamais joué pour la sélection de son pays d'origine et ayant joué en Australie pendant trois ans, il devient sélectionnable pour les Wallabies à partir du 11 septembre 2014.
Par la suite, il obtient sa première cape internationale le 22 novembre 2014 à l'occasion d'un match contre l'équipe d'Irlande.
Henry Speight fait partie du groupe australien sélectionné pour participer à la Coupe du monde 2015 en Angleterre.  Il ne joue qu'un seul match lors de la compétition, face à l'Uruguay, au poste inhabituel de deuxième centre.

## Palmarès

### En club
- Finaliste du Super Rugby en 2013 avec les Brumbies.

### En équipe nationale
En 2007, il participe au Mondial des moins de 19 ans avec les Fidji, inscrivant cinq essais en cinq matchs. Après avoir été naturalisé australien, il est ensuite sélectionné pour les Wallabies.
Au 24 juillet 2019, Henry Speight compte dix-neuf capes, dont seize en tant que titulaire. Il obtient sa première sélection le 22 novembre 2014 face à l'Irlande. Il inscrit quatre essais.
Henry Speight participe à une édition de la Coupe du monde en 2015. Il joue une rencontre face à l'Uruguay. Il inscrit un essai.
Il compte également 12 sélections avec l'équipe d'Australie de rugby à sept.